# Longzhou
Longzhou, även romaniserat Lungchow, är ett härad som lyder under Chongzuos stad på prefekturnivå i den autonoma regionen Guangxi i sydligaste Kina. Orten är belägen vid gränsen mot Vietnam.
Orten öppnades som fördragshamn 1889 enligt ett fördrag med Frankrike.

## Källa
1. ↑  ”worldpostmarks.net”. Arkiverad från originalet den 2 januari 2015. https://web.archive.org/web/20150102101710/http://worldpostmarks.net/HTML%20Countries/china.htm. Läst 22 juli 2015.
2. ↑  Henry George Wandesforde Woodhead, The China Year Book (Shanghai,: North China Daily News & Herald, 1934), s. 181.

- Nield, Robert (2015) (på obestämt språk). China's Foreign Places: The Foreign Presence in China in the Treaty Port Era, 1840-1943 [Elektronisk resurs]. Hong Kong University Press, HKU. Libris 19790542